# 対州馬
対州馬（たいしゅうば、たいしゅううま）は、対馬（長崎県対馬市）を中心に飼育されてきた日本在来種の馬。古墳時代に朝鮮半島より移送し、日本へもたらされたと考えられている。
他の日本在来種と同様、体高147センチメートル以下のポニーに分類される小柄な馬だが、険しい山道の多い対馬にあって、かつては農耕馬や木材・農作物・日用品等の運搬に用いる駄馬として活躍し、生活に欠かせない存在であった。坂路への適応と温順な性質を特徴とする。

## 呼称
- 「対州馬」は一般的に「たいしゅうば」と読まれることが多いが、「たいしゅううま」の読みも併用されている。日本馬事協会では「たいしゅううま」としている。
- 地元である対馬では「たいしゅう-ま」（“う”が1つ）とも「たいしゅうば」とも呼ばれる。
- 長崎市や対馬では「対馬馬（つしまうま）」と呼ぶことも多い。

## 体格
- 体高：107～136cm。オスは平均127cm、メスは125cm程度。
日本在来馬として知られる8種のうち、北海道和種など3種は中型馬、トカラ馬など4種は小型馬に分類されるが、対州馬はその中間に位置する。
- 毛色：対州馬本来の毛色は青毛とされていたが、現在は鹿毛系が多い。青毛、栗毛がこれにつぐ。
- 体格：頭部がやや大きく、目は豊円（大きくて円い）。鬐甲（首と背の境の盛り上がった部分）は高く長い。山道での使役に適するように改良されたためか、胸幅が狭く、抱きが細いので、子どもや小柄な人などにも乗りやすい。

## 特徴
日本在来馬に共通の特徴として、
- 性格温順で、粗食にもよく耐える。
- 体質剛健、肢蹄が強く、急峻な山路を上下するのに巧みである。坂路の歩行に適した側対歩を自然におぼえる。
- 負担力に富み、通常130～150kgの荷物を運搬する。
- 蹄が強靱で、通常は装蹄を行わない。

## 対馬の暮らしと対州馬
鎌倉時代には、元寇の際に対馬国主であった宗氏一族の武将たちを乗せて活躍したと伝えられるが、当時と現在の対州馬の体格・性質の異同については明らかではない。
対州馬を産する対馬の地形は、標高200～300m前後の山地が全面積の90%近くを占め、傾斜地が多い。耕地率が3%以下と低く、男性はもっぱら漁に出ることが多かったこともあり、牛馬の飼養と馬による運搬は、もっぱら女性の仕事であった。
対州馬はその性質・体格から、狭く急峻な悪路での運搬も苦としない。また、体格が小さめで性質がおとなしいため、女性でも容易に扱える。このような特質をもった対州馬は、対馬の人々の生活によく馴染んでおり、明治以降、国策として西欧種による馬匹改良が推進されたときも、現地ではこれに積極的に従うことはなかった。そのため、対州馬は人々の生活と共にそのまま保存され、貴重な在来馬として現在まで残ることとなった（ただし、1931年に鹿児島県からアングロアラブ雑種の種馬が導入されており、雑種化が皆無であったわけではないが、その影響はほぼ見受けられない）。
1975年ごろまでは、対馬ではたいていどの家でも、牝馬2頭ずつが飼われていた。それぞれに1～2年に1頭ずつ子馬を生ませ、妊娠中は、妊娠していない方の馬を使役した。生まれた子馬は、明け2歳～明け3歳の間に市場に出された。代替わりで子馬を残した場合は、母馬の後ろをついて歩くうちに、自然と仕事を覚えてしまい、調教というほどのことはほとんどなされなかった。
対馬と同じく坂の多い長崎市の高台地区でも、近年まで少数ながら、対州馬が建築資材の運搬などに使役されていた。

## 馬具
対馬では、馬の制御具として馬銜（はみ）を使わず、無口頭絡（むくちとうらく）や、「締め前立て（シメメーダテ）」（「前立て（メーダテ）」とも）と呼ばれる帯締頭絡が使われてきた。馭者は、無口頭絡の左の口元に結び付けられた「一本手綱」だけで馬を制御したが、これは、従順で性質の細やかな対州馬ならではの馭法といえる。

## 頭数の推移と現状
対馬の農業就業人口の減少に加え、道路網の整備と自動車の普及、農機具の機械化といった理由から、対州馬の飼養頭数は急激に減少している。
1952年の調査では2,408頭が確認されたが、60年には1,884頭、70年654頭、80年148頭、95年70頭、2000年29頭、05年25頭と、約50年で100分の1近くまで減少しており、在来馬としても宮古馬についで少ない。
飼養者の高齢化が著しいこともあり、本種の絶滅が危ぶまれている。

## 保存活動
- 1972年に「対州馬振興会」が発足。増殖の技術指導など、現在まで対州馬の保存活動の中心となっている。
- 1988年、対州馬の保存などを目的として、地元の美津島町が対州馬の飼育事業をスタート。有人離島である島山島に対州馬牧場を設け、保存・増殖を図る。
- 1989年、農林水産省の「ジーンバンク事業」により、対州馬の精液を凍結保存し、3頭の対州馬を北海道の 家畜改良センター十勝牧場に送る。同牧場では増殖に成功し、次世代の対州馬数頭が生まれているが、今後世代を重ねた場合、場内の個体だけでは近親交配にならざるを得ないことが懸念される。
- 1997年、島山島の対州馬牧場の対州馬のうち12頭を、県内外の牧場や幼稚園に譲渡。対州馬牧場では、当初9頭だった対州馬を47頭にまで増やしたが、頭数が増えたことで財政上の負担が大きくなっていたこともあり、「里親」を募集、一部の馬を譲渡した。その後、残った馬たちは、島山島から「あそうベイパーク」（美津島町内の自然公園）に移される。
- 2002年7月、上県町瀬田地区で「馬跳ばせ[5]」を復活させる。同地区では明治時代から、初午祭（男の子の初節句の行事）の余興として、対州馬による草競馬「馬跳ばせ」が行われていたが、出走する対州馬がいなくなり、1960年代後半から途絶えていた。町おこしと対州馬の保存につなげようと、町と地元有志による初午祭実行委員会が、目保呂ダム上流の公園を会場として「馬跳ばせ」を復活。好評を博したことから、対馬初午祭は恒例行事となり（現在は10月に実施）、大勢の観光客でにぎわっている。初午祭では、目玉行事の「馬跳ばせ」のほかに、流鏑馬ルーレットや乗馬体験などでも、対州馬が活用されている。
- 2004年3月、島内の6町（初午祭の行われている上県町、「対州馬牧場」を運営していた美津島町を含む）が合併し、対馬市が新設される。市では目保呂ダムの公園を「目保呂ダム馬事公園」としてリニューアル（「あそうベイパーク」の厩舎も存続）。2006年2月より、馬事公園では「対州馬ふれあい体験」として騎乗体験を実施しており、乗馬クラブの開設も検討されている。
- 2006年5月、「目保呂ダム馬事公園」で子馬1頭（牝）が誕生。
- 2006年8月の地元紙記事[6]によれば、対州馬の現地での飼養頭数は26頭で、所有者の内訳は、振興会8頭、対馬市12頭、個人6頭。このうち、「あそうベイパーク」と「目保呂ダム馬事公園」で、それぞれ6頭ずつが管理されている。
- 対州馬は他の在来馬と同様、農林水産省の「日本在来馬の保存活用推進事業」や「日本在来馬種保存事業」「日本在来馬種保存紹介事業」の対象ともなっている。これにより、競馬馬事生産振興基金・（社）日本馬事協会が助成金等の交付を受けて活動を行っている。
- 2021年5月、対州馬の最後の個人所有者であった男性が、高齢を理由に所有馬を対馬市に売却[7]。これによって対州馬を個人所有する人はいなくなった。この時点で対馬市が所有している対州馬は40頭[7]。また、対馬市が誘致して2019年に開業した東横イン対馬比田勝にて、対馬市から貸与を受けた対州馬を飼育している[8]。